# سيرك هالي
سيرك هالي (بالأنجليزية: Haly's Circus)هو سيرك متنقل خيالي في عالم دي سي كوميكس. كان ذات مرة منزل آل غرايسون الطائر، وهو مملوك حالياً من قبل أبنهما، ديك غرايسون. يرتبط السيرك بأصل غرايسون وتاريخه كـروبن.

## التاريخ الخيالي
سيرك هالي، يشار إليه أكثر  بـ س.س. هالي والأخوين نورتون. شكلته س س هالي والأخوين نورتون. وهو سيرك متنقل نموذجي معروف في الولايات المتحدة وأوروبا، ويستضيف مجموعة متنوعة من فناني الأداء، بما في ذلك البهلوانيين، والمشعوذين، والحيوانات المدربة. كان أبرز الفنانين في السيرك هم فناني الأرجوحة المعروفان بأسم آل غرايسون الطائر.

### آل غرايسون الطائر
سافر سيرك هالي إلى غوثام، حيث من المقرر أن يؤديون هناك. يواجه مدير الحلبة كل من طوني زوكو وإدوارد سكيفيرس، اللذان يطلبان الأموال لحماية السيرك، بالإضافة إلى أستخدام شاحناتهما لنقل المخدرات. عندما يرفض مدير الحلبة الرضوخ لتهديداتهما، يقوم زوكو وسكيفيرس بتخريب أرجوحة السيرك الأكثر شعبية، التي سيؤدي فيها آل غرايسون الطائر. مما يتسبّب بسقوط آل غرايسون، جون وماري، إلى موتهم، تاركين أبنهم ديك غرايسون يتيم. ويساعد بروس واين السيرك نيابة عن غرايسون، الذي يتبناه، مما يساعد على فضح دور زوكو في المأساة وتحرير السيرك من التهديد.

### الـ52 الجديدة
يعود سيرك إلى مدينة غوثام بعد سنوات عديدة، ويقرر ديك غرايسون، الذي عاد مؤخرًا إلى هوية جناح الليل، زيارته بعد سنوات عديدة. بعد تحية بعض العائلات الكبيرة القديمة، بما في ذلك محبوبته السابقة رايا فيستري، يقرر المشاركة في جلسة تدريب مع بقية مؤدي الأسلاك. في وقت لاحق، رايا تبلغ ديك بأنهم بحاجة إلى الذهاب إلى أتلانتيك سيتي، حيث دعاهم السيد هالي بنفسه. بعد وصوله إلى مستودع كبير يحتوي على مختلف الدعائم والمناظر الطبيعية من السيرك، يخبر السيد هالي ديك بأنه يعرف هويته بأسم روبن وجناح الليل، ويعطيه السيرك. يتم قتل السيد هالي بعد فترة قليلة من قبل القاتل سايكو، واضعاً تغيير الملكية حيز التنفيذ، وكانت كلماته الأخيرة لديك، «... الإجابات في القلب...»
أثناء التحقيق في خيمة السيرك للحصول على إجابة لرسالة السيد هالي المشفرة، يكشف ديك عن كتاب أسود يحتوي على عدة أسماء، وآخرها هو أسمه. في وقت لاحق، يقام عرض تحية إلى آل غرايسون الطائر لذكرى وفاة والدي ديك. وتحاك مؤامرة بين سايكو ورايا وبريان هالي للثأر من ديك، مما يؤدي في نهاية المطاف إلى معركة بين جناح الليل وسايكو في العوارض الخشبية، في نهاية المطاف يتم تفجير المتفجرات على الأرض لتدمير القمة الكبيرة. يُسقط ديك الشاشة الكبيرة في وسط الخيمة ليكسر الأرضية ويرسل النار إلى سراديب الموتى لغوثام تحت الأرض. وتم الكشف عن سيرك هالي في سلسلة الـ52 الجديدة باتمان، حيث يقومون بصفقة مع محكمة البوم، وهي عصابة قديمة كانت تحكم غوثام في الظل لسنوات. وكان أتفاقهم هو بأن على هالي أستعراض شبابهم للمحكمة وستختار العصابة واحد لخلافة تالون الحالي. تم أختيار جرايسون، عندما كان طفلاً، ليصبح قاتلهم. ولكن بعد وفاة والديه، تبنى بروس واين ديك غرايسون قبل أن يتم تسليمه إلى البوم.

## إصدارات أخرى

### الفلاش بوينت
في عالم الفلاش بوينت، سيرك هالي هو منزل آل غرايسون، وفرقة بوسطن، ودكتور فايت، وكينغ كينج، وراج دول، وغيرهم. يتعرض السيرك، الذي يسافر عبر أوروبا هرباً من الحرب، لهجوم من قبل الأمازونيات الّاتي يبحثن عن خوذة نابو. يتشنن أعضاء السيرك، ويموت العديد منهم في الهجوم أو ما بعده.

## في وسائل الإعلام الأخرى

### التلفاز
- يظهر سيرك هالي في باتمان: سلسلة الرسوم المتحركة حلقة «تصفية حساب روبن الجزء 1»، والتي تفصّل أصل روبن. يزور ديك غرايسون السيرك مرة أخرى في حلقة «قانون الحيوان» بعد أن أرتكاب سلسلة من السرقات من قبل حيوانات السيرك. ويعتقد ديك بأن صديقاً قديماً يقوم بتدريب الحيوانات وهو لص، ولكن تم الكشف لاحقاً عن أنهُ ماد هاتر باستخدام تكنولوجيا التحكم في العقل.
- تظهر وفاة آل غرايسون، وأمتداد السيرك، لفترة وجيزة في الأسترجاع الفني في مراهقو التايتنز حلقة «مسكون».
- يظهر السيرك في الباتمان حلقة «مسألة عائلية»، وتميز أصل غرايسون.
- في شباب العدالة حلقة «الأداء»، ينضم الفريق إلى السيرك متخفين لتحديد موقع سرقة أسلحة تكنولوجية في كل محطة من محطاتها في أوروبا؛ على الرغم من إدعاء روبن بأن هذه مهمة تم تعيينها من قبل باتمان، فقد توصل إليها بنفسه لحماية جاك هالي، والذي يشتبه بالملك فاراداي بأنه وراء السرقات. ويكتشف الفريق في نهاية المطاف بأن الطفيلي قد أخترق السيرك ويسحب الجرائم باستخدام قدراته التي يسرقها من مختلف الفنانين. بعد هزيمة الطفيلي، يكشف هالي بأنه تعرف بالفعل على روبن بأسم ديك غرايسون، وتنتهي الحلقة مع قيام ديك بأداء دور آخر على الأرجوحة قبل العودة إلى الوطن.
- يظهر سيرك هالي في غوثام حلقة «العراف الأعمى». بعد مقتل راقصة ثعبان في سيرك هالي، يبدأ غوردان وتومبكينز في التحقيق مع المشتبه بهم. وبعد الكثير من التحقيق، يكتشفون بأن القاتل هو أبن راقصة الثعبان، جيروم والذي يدعي بأنه كرهها بسبب «إزعاجها».

### الأفلام
- يظهر سيرك هالي في فيلم باتمان للأبد يظهر أصل روبن. بعد مقابلة الطبيب النفسي تشيس ميريديان، يدعوه بروس واين إلى حدث سيرك. وهناك، يقتحم ذو الوجهين وأتباعه الحدث في محاولة لأكتشاف هوية باتمان السرية، والقيام بعملية قتل آل غرايسون الطائر، وهي عائلة من البهلوانيين. العضو الأصغر سناً، ديك، ينجو ويرمي قنبلة ذو الوجهين في النهر. يتحمل بروس مسؤولية ديك ويسمح له بالبقاء في عُزبة واين. ثم يعلن ديك عن نيته لقتل ذو الوجهين أنتقاماً لمقتل عائلته، وعندما يكتشف هوية بروس السرية على أنه باتمان، يصر على أن يصبح شريكه «روبن».
- سيرك هالي وجاك هالي يظهران بشكل موجز في المشهد النهائي من باتمان: عودة المقتص ذو الحرملة.

### المتنوعة
- ظهر ديدمان سابقاً كمؤدِ في «سيرك هالي» في باتمان وروبن مغامرات الكوميكس (المبنية على أساس باتمان: سلسلة الرسوم المتحركة) ويلتقي بديك غرايسون للمرة الأولى منذ توليه منصب آل غرايسون الطائر. أعداد السلسلة التابعة، باتمان: مغامرات غوثام، تظهر أغتياله وتحوله إلى ديدمان الخارق للطبيعة. ويظهر قاتله هوك كذلك.

- يظهر سيرك هالي في العدد 6 من كوميكس شباب العدالة. حيث يظهر في الأسترجاع الفني عندما يلخص روبن تاريخه. يحاول توني زوكو تقديم أموال الحماية للسيد هالي الذي أنكره. في 1 أبريل 2006 خلال أرجحة بدون شبكة روتينية، يقوم رجال توني زوكو بتخريب الأرجوحة والذي يؤدي إلى قتل والدي ديك، وعمته، وعمه، وأبن عمه بينما ينجو عمه ولكنه يصاب بالشلل. عندما يصبح ديك غرايسون روبن للمرة الأولى، يساعد باتمان في جلب طوني زوكو إلى العدالة.

### ألعاب الفيديو
- يشار إلى سيرك هالي في باتمان: مدينة آركام على ملصق يقول «تم إلغاء عرض آل غرايسون الطائر».
- يشار إلى سيرك هالي في  باتمان: أصول آركام على ملصق يقول «قريباً عرض آل غرايسون الطائر».